# كارولين كريادو بيريز
كارولين إيما كريادو بيريز (مواليد 1984)، كاتبة، صحفية، وناشطة بريطانية نسوية. هدفت حملتها الوطنية الأولى، مشروع غرفة المرأة، إلى زيادة حضور الخبيرات في وسائل الإعلام. عارضت إزالة المرأة الوحيدة من الأوراق النقدية البريطانية (باستثناء صورة الملكة)، ما أدى إلى إعلان بنك إنجلترا السريع أن صورة جين أوستن ستظهر على الورقة النقدية بقيمة 10 جنيهات إسترلينية بحلول عام 2017. أدت تلك الحملة إلى مضايقات مستمرة على موقع التواصل الاجتماعي تويتر الخاص بكريادو بيريز ونساء أخريات؛ نتيجة لذلك، أعلن تويتر عن خطط لتحسين إجراءات الشكاوى الخاصة به. 

## النشأة والتعليم
وُلدت في البرازيل، وهي ابنة كارلوس كريادو بيريز، رجل الأعمال الأرجنتيني والرئيس التنفيذي السابق لسلسلة سوبر ماركت مشهورة في المملكة المتحدة، ووالدتها أليسون، وهي ممرضة عملت مع منظمة أطباء بلا حدود في العديد من الأعمال المهتمة بالمساعدات الإنسانية. عاشت الأسرة في عدة بلدان خلال طفولتها، بما في ذلك إسبانيا والبرتغال وتايوان، وكذلك المملكة المتحدة. عندما كانت كريادو بيريز تبلغ من العمر 11 عامًا، انتقل والدها إلى هولندا والتحقت بمدرسة أوندل، وهي مدرسة عامة. 
أمضت كريادو بيريز عامًا في الجامعة بلندن، ثم تركت دروس التاريخ وطوّرت شغفها بتعلم الأوبرا خلال فترة المراهقة، أرادت أن تصبح مغنية أوبرا، وعملت في وظائف مختلفة حتى تغطي تكاليف دروسها الغنائية. 
عملت كريادو بيريز في مجال التسويق الرقمي لعدة سنوات، ثم درست المستوى الأول من الأدب الإنجليزي. حصلت على مكان لدراسة اللغة الإنجليزية في أكسفورد، وتخرجت منها في عام 2012. كانت دراستها لكتاب ديبورا كاميرون الذي ناقش علاقة الجندر بالضمائر اللغوية السبب في أن تصبح كريادو بيريز نسوية. 
كانت في المركز الثاني في مسابقة كتابة الطالب لمكتبة لندن في عام 2012، وحصلت على 1000 جنيه إسترليني وجوائز أخرى، ثم عملت عام 2012 كمحررة لبوابة المعلومات والشبكات الخاصة بصناعة الأدوية وفي عام 2013 كانت في طور إكمال درجة الماجستير في كلية لندن للاقتصاد. 
في ملف تعريف للصحفية كاثي نيومان في يونيو 2013 في ذا تيليغراف، علّقت كريادو بيريز: الثقافة التي نعيش فيها تتكون من أفعال صغيرة متحيزة جنسياً يمكنك تجاهلها ولكن عندما تفكر فيها بشكل جماعي تبدأ في رؤية الأسلوب المتبع. 

## الحملات

### تمثيل المرأة في وسائل الإعلام
في نوفمبر 2012، أسست مع كاثرين سميث موقع غرفة المرأة، الذي يهدف إلى جمع الاقتراحات للمهنيات ونقلها إلى الصحفيين لزيادة نسبة النساء في وسائل الإعلام. كان السبب المباشر لهذا التطور هو برنامج اليوم على راديو بي بي سي 4، والذي قدم فقرتين حول الوقاية من حمل المراهقات وسرطان الثدي، لكن لم تُجرى مقابلات مع أية خبيرة - كان القائمون على المقابلات من الذكور أيضًا. نتيجة لذلك، اضطر مقدم البرنامج جون همفريز أن يسأل أثناء العرض الأخير: هل ستتردد في إجراء الفحص إذا كنت امرأة؟، كان أنتوني سيلدون، مدير كلية ويلينغتون، أحد الذين ظهروا في المقابلة حول موضوع الحمل في سن المراهقة. كتبت كريادو بيريز أن سيلدون قد يكون مرجعًا في التاريخ السياسي البريطاني المعاصر. علّقت على الاختيار المحدود للأصوات في مثل هذه المناقشات الإذاعية في أوائل نوفمبر 2012 قائلةً: هذه الأصوات تشكل النقاش، وبالتالي فهي تمارس تأثيرًا كبيرًا على سياستنا العامة الشعبوية حاليًا، إذا أرادت السياسة العامة أن تكون شديدة التجاوب مع وسائل الإعلام، فلنجعل الإعلام يمثل حقًا الجمهور. 

### النساء على الأوراق النقدية
في حملة أخرى، انتقدت قرار بنك إنجلترا استبدال إليزابيث فراي بونستون تشرشل على الورقة النقدية بقيمة 5 جنيهات إسترلينية، وبالتالي لم تبق أي امرأة على ظهر الأوراق النقدية؛ بينما صُوّرت الملكة في مقدمة الأوراق النقدية مع شخصيات بارزة تاريخيًا. نفت كريادو بيريز توصيفها تشرشل على أنه (مجرد رجل أبيض آخر)، وأشارت إلى أن قانون المساواة لعام 2010 يلزم المؤسسات العامة بالقضاء على التمييز، بينما لم يكن هناك دليل على أن البنك تصرف بما يلزم من المراعاة الواجبة لأن تفاصيل عملية صنع القرار لم يُعلن عنها. التقت كريادو بيريز مع فيكتوريا كليلاند وكبير أمين الصندوق كريس سالمون في البنك لمناقشة الأمر. 
حظيت الحملة بدعم 35000 شخص وقادت مارك كارني، محافظ بنك إنجلترا المعين حديثًا، للإعلان عن ظهور صورة جين أوستن على ورقة نقدية جديدة بقيمة 10 جنيهات إسترلينية، لتحل محل تلك الخاصة بتشرشل. 
كتبت كريادو بيريز في مقال لها في لندن إيفنينغ ستاندرد في سبتمبر 2017، أنها ستتبرع بإيرادات أول فيلم لها (أوستن تينر) لمأوى النساء المحلي وقالت: يبدو أنها الطريقة الصحيحة لإنهاء هذا الجزء من حياتي. تمثّل بها آخرون وتبرعوا للجمعيات الخيرية التي تراوحت من المؤسسات الكبيرة مثل وومن إيد وحتى بعض الشركات الناشئة. 

### المضايقات على وسائل التواصل الاجتماعي
أدى القرار من جانب بنك إنجلترا إلى العديد من التهديدات، بما في ذلك تهديدات الاغتصاب والقتل ضد كرياو بيريز ونساء أخريات على تويتر من يوم إعلان بنك إنجلترا في يوليو 2013. في هذه المرحلة، قالت كريادو بيريز إنها تتلقى نحو 50 تهديدات كل ساعة، لم تكن كريادو بيريز قادرة على الأكل أو النوم، علقت لاحقًا: لا أعرف إن كان لدي نوع من الانهيار، لم أتمكن من العمل، وكنت غير قادرة على التفاعل بشكل طبيعي. 
بينما شعرت أنها تفقد السيطرة على حياتها، لم يتحمل تويتر في ذلك الوقت أي مسؤولية عن محتوى التغريدات، وقالت كريادو بيريز إن هذه الحملة من سوء المعاملة التي أُثيرت بسبب قضية صغيرة تظهر أنها ليست حول ما تفعله النساء، أو حول النسوية، إنما هي نتيجة كره بعض الرجال للنساء، ورفض تواجدهم في المجالات العامة. 
كانت ستيلا كريز عضو البرلمان في حزب العمال والتي شاركت في حملة كرياو بيريز ضد البنك، من بين الذين عانوا من مضايقات جنائية مماثلة. اعتُقل رجل وامرأة في نهاية يوليو. رُفع طلب عبر الإنترنت إلى تويتر من أجل إدخال زر لتمكين مستخدمي الموقع من الإبلاغ عن الإساءات والمضايقات وحصل على 110.000 توقيع بحلول 2 أغسطس. 
لم تشارك كريادو بيريز في صمت تويتر الذي نظمته كيتلين موران العاملة في صحيفة التايمز في 4 أغسطس لإقناع موقع التواصل الاجتماعي بتغيير سياساته. قالت: آسفة، لكن لن يسكتني أحد. على الرغم من اعترافها بأن المقاطعة كانت علامة تضامن، إلا أنها جادلت بضرورة الرد بأكثر من ذلك. في 3 أغسطس، أعلن المدير العام لتويتر في بريطانيا، توني وانغ، عن خيار سيوضع على جميع المنشورات يمكّن المستخدمين من الإبلاغ بسهولة عن التغريدات المسيئة، واعتذر للنساء اللاتي تعرضن للإساءة. 
في سبتمبر 2013، شعرت كريادو بيريز أن شرطة العاصمة لم تعاملها باحترام، وذكرت أنها فقدت الأدلة. في اليوم التالي، قالت شرطة العاصمة إنها لم تفقد الأدلة في هذه القضية. لاحقًا حذفت كريادو بيريز حسابها على تويتر لبعض الوقت.